# Prosthechea ebanii
Prosthechea ebanii är en orkidéart som beskrevs av Guy Robert Chiron och Vitorino Paiva Castro. Prosthechea ebanii ingår i släktet Prosthechea och familjen orkidéer. Inga underarter finns listade i Catalogue of Life.